# Пречанске лекарске мисије у Србији
Пречанске лекарске мисије у Србији биле су посебна сталешка група организованих медицинара (која је живела соне стране Саве и Дунава у накадашњој Аустроугарској  — па су их звали пречани), које су почев од 19. века, а особито у Другом балканском рату 1913. године, због велике оскудице лекара, нарочито хирурга, дошле да помогну српском народу и његовој војсци угроженим бројним болестима и епидемијама заразних болести. Многи од чланова мисија, по доласку у Србију су се саживели са српским народом, примили српско држављанство, неки и посрбили своје име, и у Србији дочекали крај свог радног и животног века.

## Предуслови
Српски војни санитет значајно повећао од прошлог ратова које је водила Србија, и даље је у Балканским ратовима био недовољан. Министар војни у писму српском Црвеном крсту од 29. новембра 1912, шаље молбу: 
У целој Србији има свега 370 лекара, од ових је ратним распоредом одређено 296 за војиште тако, да за позадину остаје свега 74 лекара. Како од овог броја мора да се одузму лекари који су у централној управи (6), лекари који су услед старости и болести сасвим неспособни (8) и лекари, који су давно лекарски позив напустили (3), то за лекарску службу у целој позадини, у грађанству и у војсци, остаје свега 57 – у тај број урачунато је и 16 женских. Са овако малим бројем лекара не би се могла отправљати лекарска служба ни у редовним а камоли ратним приликама.
 Велика већина цивилних доктора је мобилисана и у рату је учествовало 296 лекара. Међутим, како су неки хирурзи распоређени на највише административне дужности у штабовим, због такве одлуке трпела је хируршка служба на бојишту.
Велики број санитетских губитака

На бојишти у балканским ратовима (1912 — 1913), српски војни губици износили су око 88.000 људи, погинуло је 14.000, рањено је 54.000, а 17.000 умрло од рана и болести (5.000 од колере).
Доминирају повреде настале пушчаном муницијом (85%), ређе су експлозивне повреде (14%), а повреде нанете хладним оружјем чиниле су мање од 1% свих повреда. Повреде главе су заступљене са 9%, повреде трупа са 13%, повреде руку са 40,5%, повреде ногу са 37,5%, а повреде трбуха чине близу 5% од свих повреда.
Епидемије заразних болести
Други велики проблем биле су епидемије заразних болести. у току Првог балканског рата, у српској војсци било је спорадичних епидемија дизентерије, тифуса, рекуренса и пегавца. Велика епидемија колере избила је у бугарској војсци новембра 1912, после судара са турском војском. 
У српској војсци је избила велика епидемија колере после сукоба са бугарском војском на Брегалници. Од колере у српској војсци боловало је око 15.000 људи, а умрло је око 5.000. За санирање епидемије најбитнија су била два фактора: брз против напад и успех српске војске, пренос ратних операција из долине Брегалнице на планинске терене и кратко трајање рата.

### Одговор на апел за помоћ
Имајћи у виду напред наведено стање у цивилном и војном санитету, по избијању рата, у Србију су, на њен позив похрлиле многе санитетске мисије из читаве Европе. Већина тих мисија дошла је у организацији Црвеног крста (преко Међународног комитета Црвеног крста у Женеви, а на молбу Српског друштва Црвеног крста). Међутим, било је и доста лекара добровољаца, који су долазили појединачно. 
Током 1913. године ун Србији је радило најмање 20 медицинских мисија мећу којима су биле и две мисије сасатвљене од лекара пречана.

## Мотив за долазак мисија
Приближно, једну трећину лекара страних мисија плаћао је српски Црвени крст, трећину њихове националне организације Црвеног крста, а трећина је дошла добровољно, из најдубљих хуманитарних разлога. Мотиви доласка су, ипак, били различити, па тако када су у питању пречанске лекарске мисије оно шта је мотивисало ове хумане људе да након завршених европских медицинских факултета дођу у земљу која им није нудила сигурност и у којој се водио рат, могу сед навести бројни разлози, али примарни су били патриотизам и саосећајност са једним народом (Србима).
Хуманост
Хуманитарни разлози били су основни. 
Образовање
Један од битних мотива била је и жеља да се нешто научи, да се обогате властита хируршка искуства. А, у Србији се имало шта научити. 
Патриотизам
Патриотска побуда, пре свега Срба пречана, била је главни разлог који их је мотивисао да помогну своме матичном народу у борби за слободу након вишевековног робовања. Патриотизам је био присутан и код остали лекара пречани, углавном словенског порекла (Чеси,Словаци, Пољаци), 
Саосећајност са патњама Срба
Они који то нису били српског или словенског порекла, а одрасли су и школовали се у пречанским крајевима где је било и Срба, временом су у себи развили саосећајнос са патњама српског народа и, осећајући се њиховом сабраћом, желели да дају свој допринос праведној борби Срба, тако што ће пружити своју помоћ у рату, али и у миру.

## Мисије
Хрватска мисија
Хрватску мисију предводио је тадашњи заменик шефа Хируршког одељења Осијечке болнице прим. др Ватрослав Флоршиц (Florschütz), врсни стручњак у светској историји медицине познат по свом столу за репозицију преломљених екстремитета („Балкански оквир“), који је први пут представио 1911. године на Првом конгресу за оперативну медицину у Београду.
Прим. др Ватрослав Флоршиц је из Осијека у Београд дошао са екипом 11. јула 1913. године, уз дозволу Аустроугарских власти и подршку др Алфонса Мужа, управника болнице у Осијеку. Са собом је повео др Деановића, инструментарку Елизабет Флоршиц (супругу) и медицинара Даниела Минла. Екипа је са собом донела велику количину санитетског материјала коју су добровољним радом прикупили Срби из Осијека.
Екипа је радила у тадашњој основној школи у Дечанској улици, и у њој улази у састав XXIV резервне болнице. Као санитетско особље у болницу су са медицинарима радили и глумци београдског позоришта. Екипа је боравила месец дана (до примирја) и збринула 170 рањеника.
Флоршиц је током једномесечног боравка у Београду у пуној мери промовисао своју методу лечења фрактура надколенице екстензијом натколенице у семифлексији. Методу су прихватили и српски хирурурзи, а од њих,касније на Солунском фронту и француски (под називом La methode balkanique) и енглески хирурзи (под називом Balkan beam, Balkan frame). Метода је убрзо примењена на клиници проф. Ајзелберга у Бечу, проф. Јирасека у Прагу, проф. Зауербриха у Берлину, а и данас се користе у различите техничке модификације.
Аустријска мисија
На челу аустријске мисије која је допутовала из Инзбрука у Београд јула 1913. године, био је др Јулије Будисављевић, у том тренутку хирург са Хируршке клинике у Инзбруку (касније професор хирургије на Медицинском факултету у Загребу).
Екипу коју су поред др Јулије Будисављевић чинили доц. др Сар (Saar), вођа екипе, асист. др Пфанер (Pfanner) и др Ђурица Ђорђевић, у Београду је  дочекао прим. др Војислав Суботић.

## Активност
Обе мисије су у Београду активно ради месец дана, и у том периоду збрињавале рањенике у привременим импровизованим болницама, сарађујући међусобно, као и са другим страним мисијама и српским лекарима.